# Damion Williams
Damion Williams (ur. 26 lutego 1981) – jamajski piłkarz występujący na pozycji pomocnika. Zawodnik klubu Nybergsund IL.

## Kariera klubowa
Williams seniorską karierę rozpoczynał w 1999 roku w zespole Waterhouse FC. Następnie grał w Portmore United oraz Constant Spring, a w 2005 roku wrócił do Waterhouse FC. W 2006 roku zdobył z nim mistrzostwo Jamajki, a w 2008 roku Puchar Jamajki. W tym samym roku ponownie przeszedł do Portmore United, gdzie tym razem spędził rok.
W 2009 roku Williams podpisał kontrakt z norweskim drugoligowcem, Nybergsund IL.

## Kariera reprezentacyjna
W reprezentacji Jamajki Williams zadebiutował w 2001 roku. W 2011 roku został powołany do kadry na Złoty Puchar CONCACAF.